# Lobeliòidies hawaianes
Brighamia, palmeres hawaianes, (en anglès:Hawaiian lobelioids, dins el grup Lobeloideae) són un grup de plantes amb flors dins la família Campanulaceae, totes elles són endemismes de les illes Hawaii. Conté unes 125 espècies. Els sis gèneres es poden separar segons la seva forma de creixement: Clermontia, Cyanea, Delissea, Lobelia i precisamentBrighamia que té una tija curta amb un dens grup de fulles amples i fruits en càpsula.
El grup conté espècies morfològicament divergents, i durant molt de temps es va pensar que derivava d'almenys tres introduccions: una per a Lobelia i Trematolobelia, una per a Brighamia i una altra per a Clermontia, Cyanea i Delissea. A partir de l'evidència de la seqüència d'ADN, més tard es va suggerir que tots es deriven d'una única introducció. Probablement es tractava d'una espècie semblant a Lobelia que va arribar fa uns 13 milions d'anys, quan Gardner Pinnacles i French Frigate Shoals eren illes altes i molt abans que existissin les illes principals actuals.

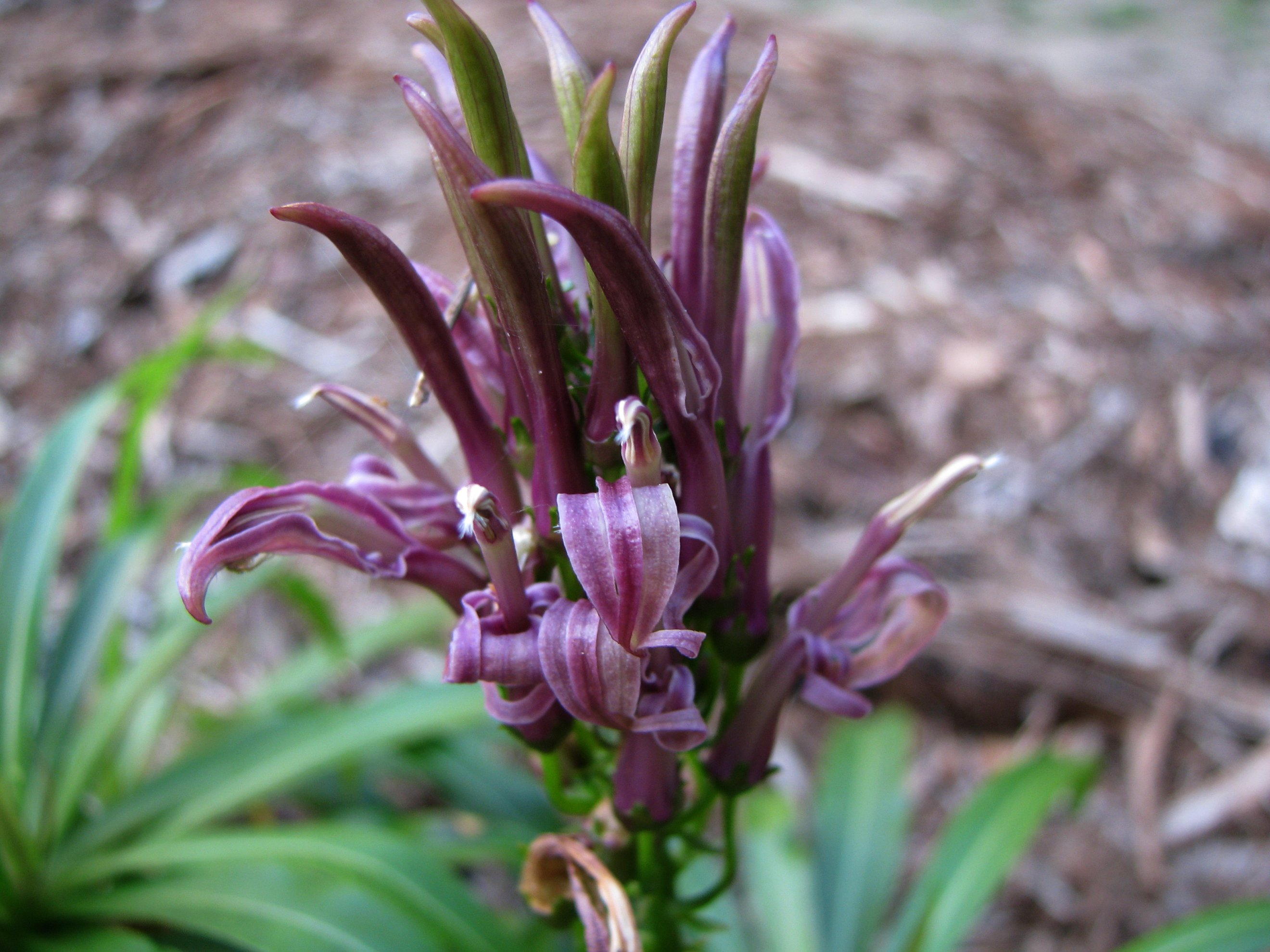
Lobelia niihauensis.

Moltes de les seves espècies són plantes ornamentals per les seves flors especialment en el cas de Lobelia i de Trematolobelia. No tenen gaires defenses contra els hervíbors.

## Brighamia

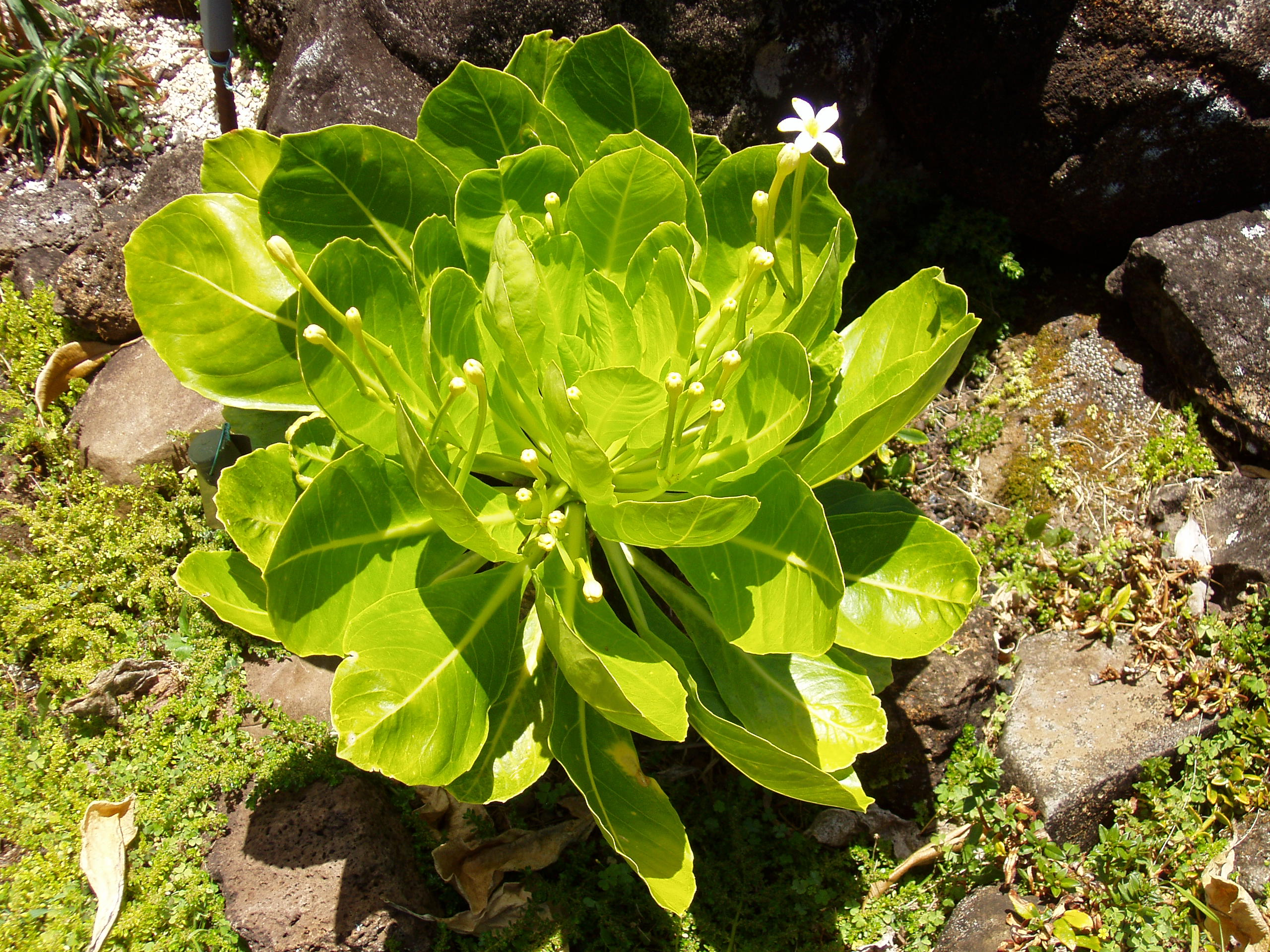
Brighamia insignis.

Brighamia al contrari dels altres gèneres, són plantes suculentes. Tenen les flors tubulars, està adaptada a viure en penya-segats i a ser polinitzada per l'arna endèmica Sphingidae, Manduca blackburni. Aquest gènere rep el nom del director del Museu Bernice P. Bishop Museum, William Tufts Brigham.

### Espècies
- Brighamia insignis* A.Gray – ʻŌlulu (Kauaʻi, Niʻihau†)
- Brighamia rockii* H.St.John – Pua ʻAla (Molokaʻi, Lānaʻi†, Maui†)

† espècies extintes

* espècies amenaçades

## Lobelia
Lobelia és un gènere cosmopolita amb unes 350 espècies, tanmateix molts gèneres lobelioides són parafilètics 

### Espècies de Lobelia
- secció Galeatella: flors vermelles o de grogues a blanques
  - Lobelia gaudichaudii* A.DC (Oʻahu)
  - Lobelia gloria-montis Rock (Maui, Molokaʻi?)
  - Lobelia kauaensis (A.Gray) A. Heller - Puʻe (Kauaʻi)
  - Lobelia villosa (Rock) H.St.John & Hosaka (Kauaʻi)

- secció Revolutella: flors blaves o magenta
  - Lobelia dunbarii Rock (Molokaʻi)
  - Lobelia grayana F.Wimmer (Maui)
  - Lobelia hillebrandii Rock (Maui)
  - Lobelia hypoleuca Hillebr. – Kuhiʻaikamoʻowahie (Kauaʻi, Oʻahu, Molokaʻi, Lānaʻi, Maui, Hawaiʻi)
  - Lobelia monostachya* (Rock) Lammers (Oʻahu†)
  - Lobelia niihauensis* H.St.John (Niʻihau†, Kauaʻi, Oʻahu)
  - Lobelia oahuensis* Rock (Oʻahu)
  - Lobelia remyi Rock (Oʻahu†)
  - Lobelia yuccoides Hillebr. - Pānaunau (Kauaʻi, Oʻahu)

## Trematolobelia

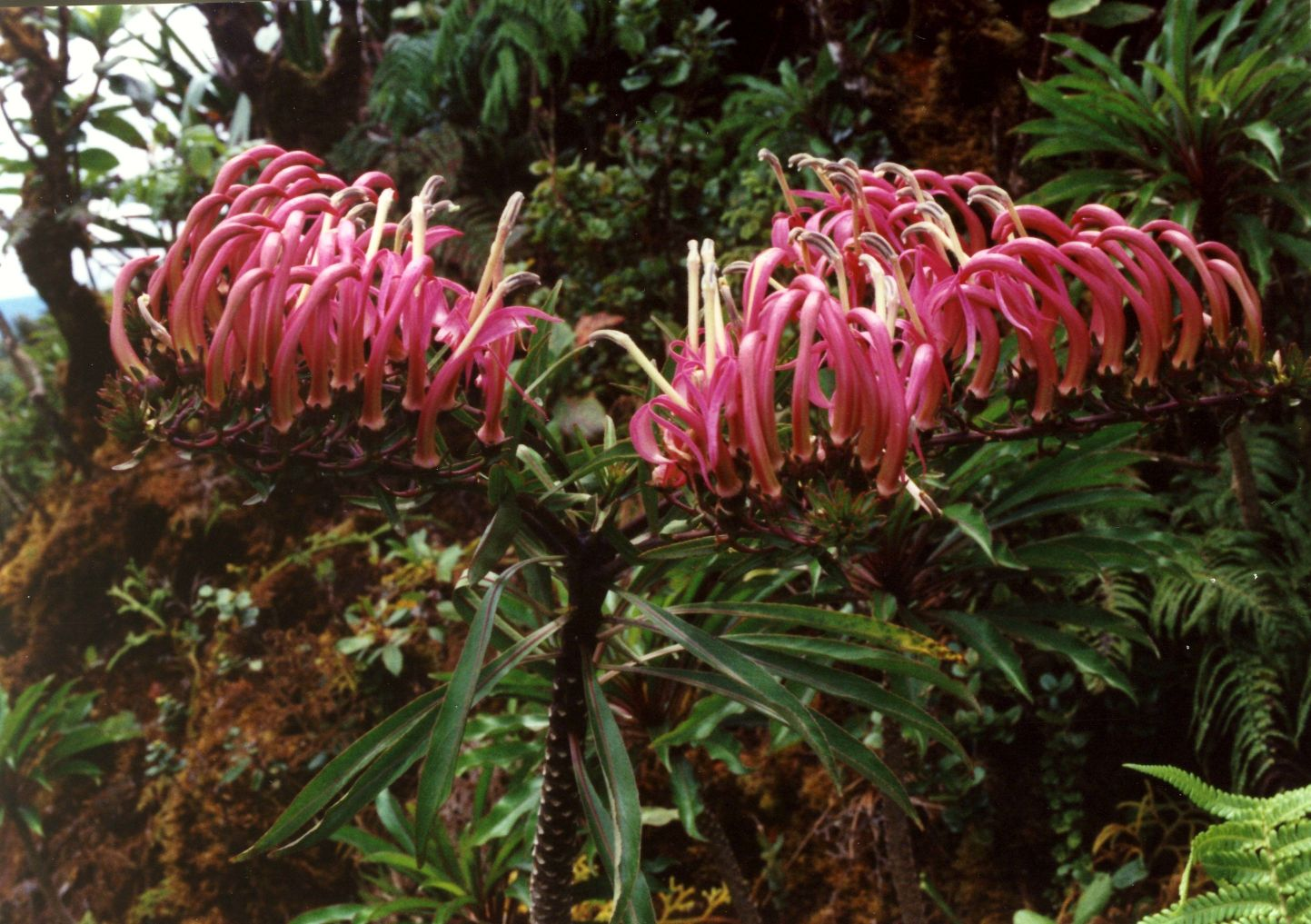
Trematolobelia macrostachys

Trematolobelia es distingeix de Lobelia pel seu exclusiu mètode de dispersió. La paret exterior del fruit es desintegra 

### Espècies de Trematobelia
- Trematolobelia grandifolia Rock (Hawaiʻi)
- Trematolobelia kauaiensis Rock – Koliʻi (Kauaʻi)
- Trematolobelia macrostachys (Hook. & Arn.) A. Zahlbr. – Koliʻi (Oʻahu, Molokaʻi†, Lānaʻi†, Maui, Hawaiʻi†)
- Trematolobelia singularis* H.St.John (Oʻahu)

## Clermontia
Clermontia, té 22 espècies, es troba en zones obertes Clermontia és molt important per les espècies de Drosophilidae.

### Espècies de Clermontia
- secció Clermontia: l'buls del calze similars a pètals
  - Clermontia calophylla F.Wimmer - ʻŌhā wai nui (Kohala, Hawaiʻi)
  - Clermontia drepanomorpha* Rock - ʻŌhā wai (Kohala, Hawaiʻi)
  - Clermontia grandiflora Gaudich. - ʻŌhā wai (Molokaʻi, Lānaʻi, Maui)
  - Clermontia hawaiiensis (Hillebr.) Rock - ʻŌhā kēpau (Puna and Kaʻū on Hawaiʻi)
  - Clermontia kakeana Meyen - ʻŌhā wai (Oʻahu, Molokaʻi, Maui)
  - Clermontia kohalae Rock - ʻŌhā wai (Kohala and Hāmākua on Hawaiʻi)
  - Clermontia lindseyana* Rock - ʻŌhā wai (Hawaiʻi, east Maui)
  - Clermontia micrantha (Hillebr.) Rock - ʻŌhā wai (Lānaʻi, west Maui)
  - Clermontia montis-loa Rock - ʻŌhā wai (Hilo, Puna, and Kaʻū on Hawaiʻi)
  - Clermontia multiflora Hillebr. - ʻŌhā wai (Oʻahu†, west Maui†)
  - Clermontia oblongifolia* Gaudich. - ʻŌhā wai (Oʻahu, Molokaʻi, Lānaʻi, Maui)
  - Clermontia pallida Hillebr. - ʻŌhā wai (Molokaʻi)
  - Clermontia parviflora Gaudich. ex A.Gray - ʻŌhā wai (windward Hawaiʻi)
  - Clermontia persicifolia Gaudich. - ʻŌhā wai (Oʻahu)
  - Clermontia samuelii* C.N.Forbes - ʻŌhā wai (east Maui)

- secció Clermontioideae: 
  - Clermontia arborescens (H.Mann) Hillebr. - ʻŌhā wai nui (Molokaʻi, Lānaʻi, Maui)[3]
  - Clermontia clermontioides (Gaudich.) A.Heller (Kaʻū and Kona Districts on Hawaiʻi)
  - Clermontia fauriei H.Lév - Hāhāʻaiakamanu (Kauaʻi, Oʻahu)
  - Clermontia peleana* Rock (Hawaiʻi, Maui?)
  - Clermontia pyrularia* - ʻŌhā wai (Hawaiʻi)
  - Clermontia tuberculata - ʻŌhā wai (Maui)
  - Clermontia waimeae - ʻŌhā wai (Hawaiʻi)

## Cyanea

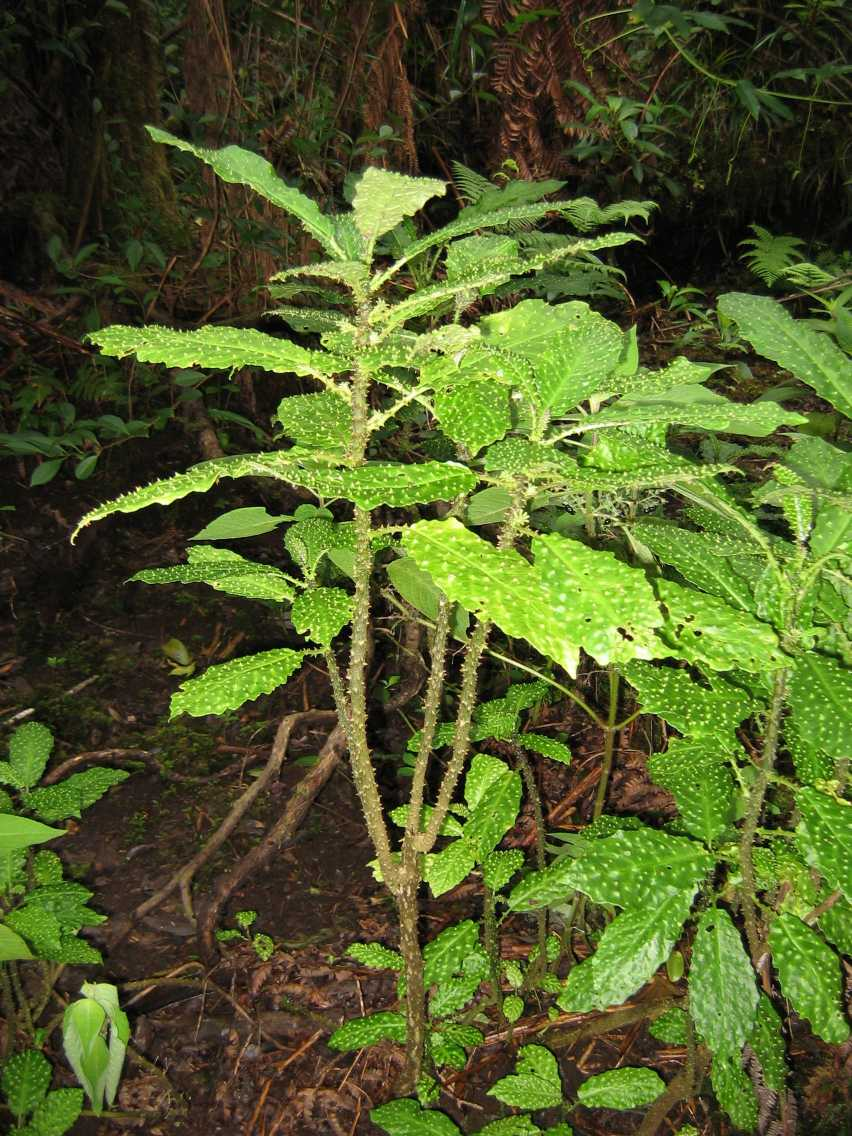
Cyanea platyphylla.

Cyanea és el grup de lobloidees hawaianes més gran i mñes divers, amb més de 70 espècies.

### Espècies de Cyanea
- Cyanea aculeatiflora Rock (east Maui)
- Cyanea acuminata* (Gaudich.) Hillebr. (Oʻahu)
- Cyanea angustifolia* (Cham.) Hillebr. (Oʻahu, Molokaʻi, Lānaʻi, Maui)
- Cyanea arborea Hillebr. (east Maui†)
- Cyanea asarifolia H.St.John (Kauaʻi)
- Cyanea asplenifolia (H.Mann) Hillebr. (Maui)
- Cyanea calycina Lammers (Oʻahu)
- Cyanea comata Hillebr. (east Maui†)
- Cyanea copelandii* Rock (east Maui, Hawaiʻi)
- Cyanea coriacea (A.Gray) Hillebr. (Kauaʻi)
- Cyanea crispa* Gaudich. (Oʻahu)
- Cyanea degeneriana F. Wimmer (Hawaiʻi)
- Cyanea dolichopoda Lammers & Lorence (Kauaʻi†)
- Cyanea dunbariae Rock - Molokaʻi†)
- Cyanea eleeleensis (H.St.John) Lammers (Kauaʻi)
- Cyanea elliptica (Rock) Lammers (Lānaʻi, Maui)
- Cyanea fauriei H.Lév (Kauaʻi)
- Cyanea fissa (H.Mann) Hillebr. (Kauaʻi)
- Cyanea giffardii Rock (Hawaiʻi†)
- Cyanea glabra* (F.Wimmer) H.St.John (east Maui†)
- Cyanea grimesiana* Gaudich. (Oʻahu, Molokaʻi, Lānaʻi, Maui, Hawaiʻi†)
- Cyanea habenata (H.St.John) Lammers (Kauaʻi)
- Cyanea hamatiflora* Rock (east Maui, Hawaiʻi)
- Cyanea hardyi Rock (Kauaʻi)
- Cyanea hirtella (H.Mann) Hillebr. (Kauaʻi)
- Cyanea horrida (Rock) O.Deg. & Hosaka - Hāhā nui (east Maui)
- Cyanea humboldtiana* Gaudich. (Oʻahu)
- Cyanea kahiliensis (H.St.John) Lammers (Kauaʻi)
- Cyanea kolekoleensis (H.St.John) Lammers (Kauaʻi)
- Cyanea koolauensis* Lammers Givnish & Sytsma (new name for Rollandia angustifolia) (Oʻahu)
- Cyanea kunthiana Hillebr. (Maui)
- Cyanea lanceolata Gaudich. (Oʻahu)
- Cyanea leptostegia A.Gray - Hāhā lua (Kauaʻi)
- Cyanea linearifolia Rock (Kauaʻi†)
- Cyanea lobata* H.Mann (Lānaʻi, west Maui)
- Cyanea longissima (Rock) H.St.John (east Maui†)
- Cyanea longiflora* Wawra (Oʻahu)
- Cyanea macrostegia* Hillebr. (Lānaʻi, Maui)
- Cyanea mannii* (Brigham) Hillebr. (Molokaʻi)
- Cyanea marksii Rock (Kona, Hawaiʻi)
- Cyanea mceldowneyi* Rock (east Maui)
- Cyanea membranacea Rock (Oʻahu)
- Cyanea obtusa (A.Gray) Hillebr. (Maui†)
- Cyanea parvifolia C.N.Forbes (Kauaʻi)
- Cyanea pilosa A.Gray (Hawaiʻi)
- Cyanea pinnatifida* (Cham.) F.Wimmer (Oʻahu)
- Cyanea platyphylla* (A.Gray) Hillebr. - ʻAkūʻakū (Hawaiʻi)
- Cyanea pohaku Lammers (east Maui†)
- Cyanea procera* Hillebr. (Molokaʻi†)
- Cyanea profuga C.N.Forbes (Molokaʻi†)
- Cyanea purpurellifolia Rock (Oʻahu)
- Cyanea pycnocarpa (Hillebr.) F.Wimmer (Hawaiʻi†)
- Cyanea quercifolia (Hillebr.) F.Wimmer (east Maui†)
- Cyanea recta* (Wawra) Hillebr. (Kauaʻi†)
- Cyanea rivularis* (Rock) (Kauaʻi†)
- Cyanea scabra Hillebr. (west Maui)
- Cyanea shipmanii* Rock (Hawaiʻi)
- Cyanea solenacea Hillebr. - Pōpolo (Molokaʻi)
- Cyanea solenocalyx Hillebr. - Pua kala (Molokaʻi)
- Cyanea spathulata (Hillebr.) A.Heller (Kauaʻi)
- Cyanea st-johnii* Hosaka (Oʻahu)
- Cyanea stictophylla* Rock (Kona and Kaʻū on Hawaiʻi)
- Cyanea superba* (Cham.) A.Gray (Oʻahu)
- Cyanea sylvestris A.Heller (Kauaʻi)
- Cyanea tritomantha A.Gray - ʻAkūʻakū (Hawaiʻi)
- Cyanea truncata* (Rock) Rock (Oʻahu)
- Cyanea undulata* C.N.Forbes (Kauaʻi†)

## Delissea

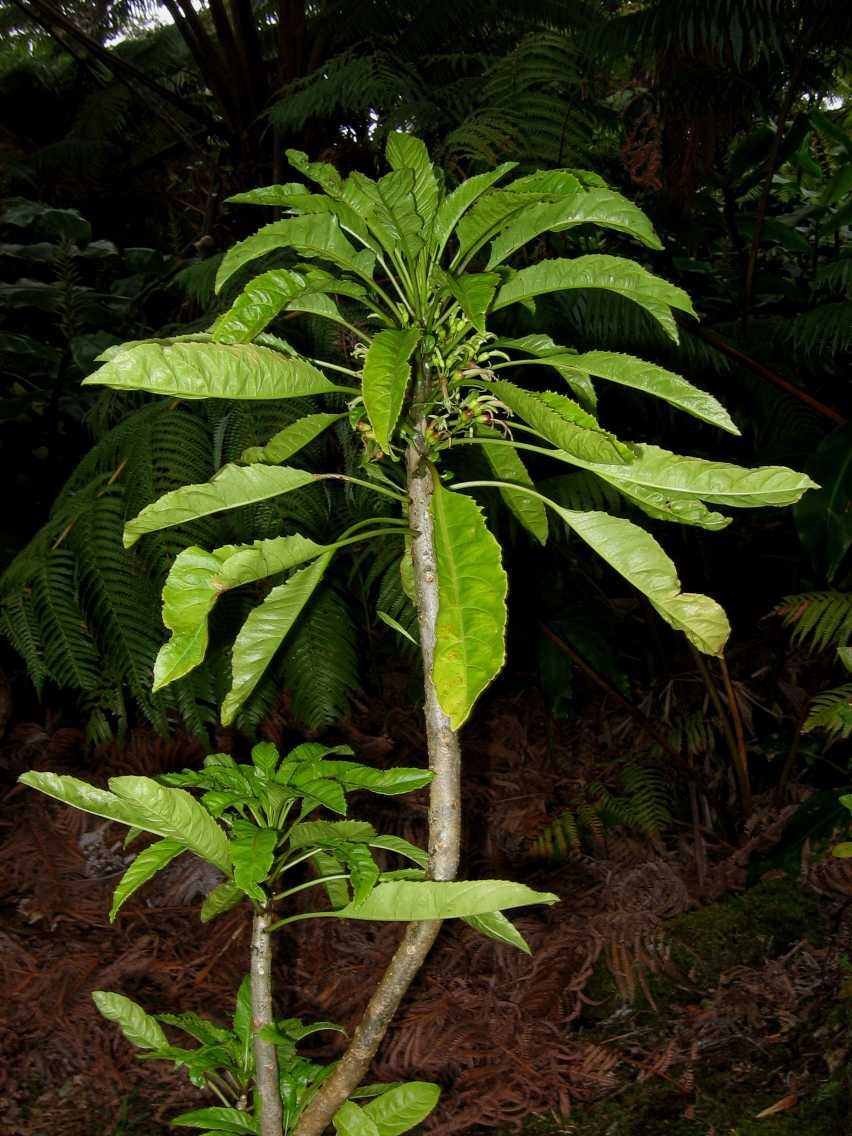

Delissea és similar a Cyanea en molts aspectes, en difereix principalment per les flors.

### Espècies de Delissea
- secció Delissea:
  - Delissea fallax Hillebr. (Hawaiʻi†)
  - Delissea lauliiana Lammers (Oʻahu†)
  - Delissea parviflora Hillebr. (Hawaiʻi†)
  - Delissea rhytidosperma* H.Mann (Kauaʻi)
  - Delissea undulata* Gaudich. (Niʻihau†, Kauaʻi†, Maui†, Hawaiʻi)

- secció Macranthae: 
  - Delissea laciniata Hillebr (Oʻahu†)
  - Delissea rivularis* (Rock) F.Wimmer (Kauaʻi†)
  - Delissea sinuata Hillebr. (Oʻahu†, Lānaʻi†)
  - Delissea subcordata† Gaudich. (Oʻahu)
  - Delissea waianaeensis* Lammers (Oʻahu)